# 2020 FY30
2020 FY30 là một thiên thể bên ngoài Sao Hải Vương được phát hiện ở khoảng cách 100 AU (15 tỉ km) tính từ Mặt Trời bởi Scott S. Sheppard, David J. Tholen và Chad Trujillo vào ngày 24 tháng 3 năm 2020.Được công bố vào ngày 14 tháng 2 năm 2021 , nó là một trong những vật thể được quan sát xa nhất được biết đến trong Hệ Mặt Trời. 